# 环球188
环球188（英语：Global 188），又称苏州盛高中心，是由盛高置地興建的两座集商业中心、酒店式公寓、办公大楼于一体的超高层双子塔，A塔高282米。该建筑位于江苏苏州工业园区CBD，南临苏惠路，北临相门塘。大厦以水为场地主题景观，传承苏州水乡特色，附近有金鸡湖、中央公园等。